# やまぐち情報スーパーネットワーク
やまぐち情報スーパーネットワーク（やまぐちじょうほうスーパーネットワーク、略称YSN、Yamaguchi Information Super Network）は、山口県地域振興部情報企画課によって運営されている地域インターネットエクスチェンジ（IX）。

## 概要
やまぐち情報スーパーネットワークは、日本の学術ネットワークと商用インターネットサービスプロバイダ（ISP）などを繋ぐ、相互接続の問題を研究するためのプロジェクトとして2001年7月に発足し、その実用化実験の接続点として構築された。実証的な研究を行うため、実際にネットワークを相互に接続するためのポイントを用意し、このポイントを用いて研究を行うことにした。同時に、情報格差対策として、過疎地域を含めた県内全域にブロードバンドインターネット接続網の整備を行うための基盤整備としても位置づけられている。
かつては、西日本電信電話（NTT西日本）との接続共同実験も行っていた。

## 歴史
- 2001年7月 - 運用開始。西日本電信電話（NTT西日本）との接続共同実験も実施。
- 2004年3月 - ネットワークの整備が完了。
- 2006年3月31日 西日本電信電話（NTT西日本）との接続共同実験を終了。

## 主な接続団体

### 行政機関
- 山口県庁
- 山口県警察本部
- 山口県産業技術センター
- 山口県新事業創造支援センター

このほか、山口県内の全市町に導入されている。

### 教育機関
- 山口大学
- 山口県立大学
- 下関市立大学
- 宇部フロンティア大学
- 徳山大学
- 山口福祉文化大学
- 東亜大学
- 山口短期大学
- 山口芸術短期大学
- 梅光学院大学
- 徳山工業高等専門学校
- 大島商船高等専門学校
- 山口県教育研修所

このほか、山口県立学校（高等学校・中等教育学校）の全てと、柳井市内の全ての小学校・中学校に導入されている。

### 医療機関
- 山口大学医学部附属病院
- 山口県立総合医療センター
- 山口県立こころの医療センター
- 萩市民病院
- 萩市国民健康保険むつみ診療所
- 萩市国民健康保険弥富診療センター
- 周防大島町立大島病院
- 周防大島町立橘病院
- 周防大島町立東和病院
- 山口県厚生農業協同組合連合会周東総合病院
- 山口県眼科医会
- 宇部市医師会
- 萩市社会福祉協議会
- 山口県医療情報ネットワーク (Yamame-Net)

### 協同組合
- 山口県農業共済組合連合会
- 生活協同組合コープやまぐち
- 下関メカトロ協同組合

### 通信事業者
- 西日本電信電話株式会社（NTT西日本）
- 株式会社エヌ・ティ・ティ・ドコモ中国
- 山口ネットワークス株式会社（やまぐちデータポケット）

### インターネットサービスプロバイダ
- 株式会社NTT西日本-山口（MEON）
- 株式会社エヌディエス（TikiTikiインターネット）
- 山口ネットワークス株式会社(YCBI)
- エヌ・ティ・ティ・コミュニケーションズ株式会社（OCN）
- ソフトバンクテレコム株式会社（ODN・SpinNet）
- KDDI株式会社（au one net）
- 株式会社エネルギア・コミュニケーションズ（CCCN・MEGA EGG・アーバンインターネット・do!up）

### 放送事業者
- 山口放送株式会社 (KRY)
- 山口朝日放送株式会社 (yab)

### ケーブルテレビ
区域外再放送やエリア内IXへの活用を行っている。
- 株式会社アイ・キャン
- Kビジョン株式会社
- 株式会社シティーケーブル周南
- 萩ケーブルネットワーク株式会社(HCN)
- 山口ケーブルビジョン株式会社(C-able)
- ほっちゃテレビ

### 一般企業
社内イントラネットの構築に用いている。
- セキスイハイム中国株式会社山口支社
- 株式会社ビッグモーター

### その他
- 山口情報芸術センター
- ギガビットネットワーク
- 財団法人山口県ニューメディア推進財団
- 財団法人やまぐち産業振興財団
  - ITビジネスセンターやまぐち
- 有限会社メディカルソフトウェアラボラトリー

## アクセスポイント (ISP)
- 岩国（岩国市）
- 柳井（柳井市）
- 久賀（周防大島町）
- 下松（下松市）
- 徳山（周南市）
- 防府（防府市）
- 山口（山口市）
- 小郡（山口市）
- 宇部（宇部市）
- 美祢（美祢市）
- 下関（下関市）
- 豊浦（下関市）
- 長門（長門市）
- 萩（萩市）
- 田万川（萩市）